# Anders Eklund
Sten Anders Gunnar ”Lillen” Eklund  (* 22. Dezember 1957 in Gävle, Schweden; † 1. April 2010 in Uppsala, Schweden) war ein schwedischer Schwergewichtsboxer und zweimaliger Europameister.

## Amateurkarriere
Eklund boxte als Amateur im Superschwergewicht und nahm im Jahr 1980 in Moskau an den Olympischen Spielen teil. Er konnte jedoch keine Medaille erringen. Von 1980 bis 1982 gewann er dreimal in Folge das Stockholm-Box-Open-Turnier. Zudem wurde er 1982 schwedischer Meister und nahm an den 3. Boxweltmeisterschaften in München teil. Er konnte allerdings auch hier keine Medaille erringen.
Seine Bilanz war 81-57.

## Profikarriere
Der 1,99 m große und 117 Kilo schwere Eklund entschied sein Profidebüt im Jahr 1982 für sich. In Seinem fünften Kampf schlug er Felipe Rodriquez. In seinem zehnten Kampf unterlag er dem 33-jährigen Joe Bugner über zehn Runden durch Mehrheitsentscheidung nach Punkten. Im Jahr 1985 boxte er gegen den ungeschlagenen Steffen Tangstad (Bilanz 21-0-2) um den EM-Gürtel. Anders schlug Tangstad in der vierten Runde k.o. und war somit Europameister im Schwergewicht. Er verlor den Gürtel allerdings schon in seiner ersten Titelverteidigung an den Briten Frank Bruno (Bruno schlug ihn schwer K.o).
Zwei Jahre später boxte er gegen den amtierenden Europameister Alfredo Evangelista. Eklund gewann diesen Kampf durch T.K.o in Runde 8 und wurde somit zum zweiten Mal Europameister im Schwergewicht. Wie schon beim ersten Mal, konnte er auch diesmal seinen Titel nicht verteidigen: Francesco Damiani nahm ihm am 9. Oktober 1987 den Titel ab. Wie schon gegen Frank Bruno, ging er auch hier schwer k.o. 1989 trat er gegen Philipp Brown um den vakanten WBA Americas Heavyweight Title an und konnte  sich einstimmig über 12 Runden nach Punkten durchsetzen. Im selben Jahr wurde er vom ehemaligen WBC- und WBA-Weltmeister Tim Witherspoon in der ersten Runde klassisch ausgeknockt. Im darauffolgenden Jahr besiegte er Garing Lane über sechs Runden nach Punkten. Dieser Kampf war auch sein letzter.